# Spondyloepiphysäre Dysplasie
Die Spondyloepiphysäre Dysplasie (SED) umfasst eine Gruppe von seltenen oder sehr seltenen, zu den Chondrodysplasien zählenden Skelettdysplasien mit Veränderungen der Wirbelkörper und der Epiphyse der langen Röhrenknochen. Hauptmerkmal ist der dysproportionale Kleinwuchs.

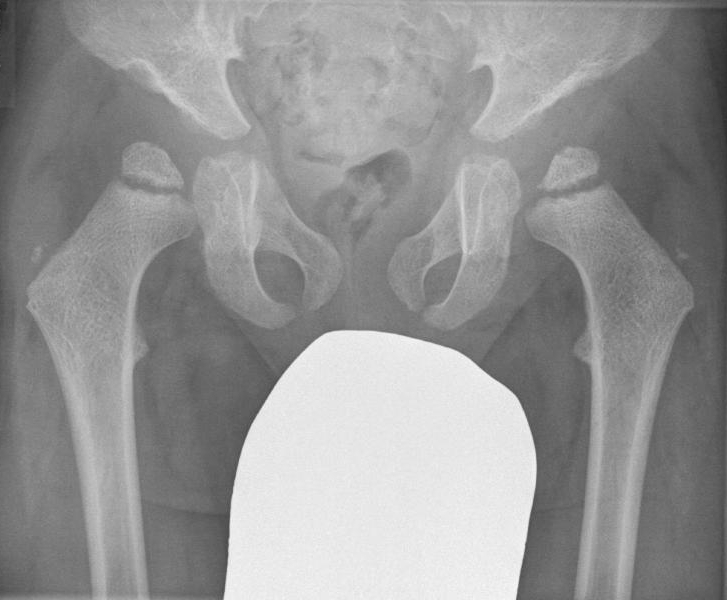
Rö Beckenübersicht, 3 J alt, männlich mit SED

## Einteilung

### Hauptformen
Die Hauptformen sind die
- Kongenitale Form (Kongenitale Spondyloepiphysäre Dysplasie; SEDC; Typ Spranger-Wiedemann; SED kongenitaler Typ)
- Tarda Form (Spondyloepiphysäre Dysplasie Tarda, SEDT)

hierzu zählen auch die SED Tarda Typ Byers und die SED Tarda Typ Kohn

### Weitere Formen
Weitere Formen sind:
- SED mit progressiver Arthropathie
- SED Typ Cantu[5]
- SED Typ Kimberley[6]
- SED Typ Maroteaux (Pseudo-Morquio-Syndrom Typ 2)[2]
- SED Typ Pakistani[7]
- SED Typ Reardon[8]
- Osteoarthritis, früh beginnende, mit milder spondyloepiphysärer Dysplasie durch COL2A1-Genmutation[9]

### Syndromale Formen
- Knochendysplasie, immuno-ossäre, Typ Schimke (Spondyloepiphysäre Dysplasie – nephrotisches Syndrom)[10]
- Roifman-Syndrom (englisch Spondyloepiphyseal dysplasia-retinal dystrophy-immunodeficiency syndrome)
- SED Typ MacDermot (Spondyloepiphysäre Dysplasie – Myopie – sensorineuraler Hörverlust)[11]
- SED Typ Nishimura (Spondyloepiphysäre Dysplasie – Kraniosynostose – Gaumenspalte – Katarakt – Intelligenzminderung)[12]

### Veraltet
Veraltete Bezeichnung:
- SED Typ Omani[13] verschoben nach CHST3-assoziierte Skelettdysplasie (Chondrodysplasie mit kongenitalen Gelenksdislokationen Typ CHST3; Larsen-Syndrom, autosomal-rezessives)[14]

## Diagnose
Der klinische Verdacht aufgrund des dysproportionalen Kleinwuchses mit kurzem Rumpf und gelenknahen Verformungen der Extremitäten wird durch die Veränderungen im Röntgenbild bestätigt:
- Höhengeminderte deformierte Wirbelkörper
- Verbreiterung und Deformierung der Epiphysen bei normalen Diaphysen der langen Röhrenknochen